# Javier de Viana (ville)
Pour les articles homonymes, voir Javier de Viana, Javier et Viana.
Javier de Viana est une ville de l'Uruguay située dans le département d'Artigas. Sa population est de 206 habitants.

## Population
| Année | Population |
| ----- | ---------- |
| 1963  | 318        |
| 1975  | 283        |
| 1985  | 261        |
| 1996  | 225        |
| 2004  | 206        |

,